# Манербио
Манербио (итал. Manerbio) — коммуна в Италии, в провинции Брешиа области Ломбардия.
Население: 13 135 человек (2004), плотность населения составляет 466 чел./км². Занимает площадь 27 км². Почтовый индекс — 25025. Телефонный код — 030.
Покровителем коммуны почитается священномученик Лаврентий, диакон. Праздник города 10 августа.